# Championnat du monde de Formule E FIA 2024-2025
Navigation
2023-2024 2025-2026
Le championnat du monde de Formule E FIA 2024-2025 est la onzième saison du championnat du monde de Formule E, régi par la Fédération internationale de l'automobile. Son calendrier est composé de 16 courses réparties dans 10 pays différents. La ville de Miami (États-Unis) fait son retour au calendrier pour la première fois depuis 2015. La saison marque le début en compétition de la version EVO de la troisième génération. 

## Écuries et pilotes
| Équipe                           | Moteur                    | N° | Pilotes                | Manches     |
| -------------------------------- | ------------------------- | -- | ---------------------- | ----------- |
| Andretti Formula E               | Porsche 99X Electric      | 27 | Jake Dennis            | Toutes      |
| Andretti Formula E               | Porsche 99X Electric      | 51 | Nico Müller            | Toutes      |
| Cupra Kiro                       | Porsche 99X Electric WCG3 | 3  | David Beckmann         | Toutes      |
| Cupra Kiro                       | Porsche 99X Electric WCG3 | 33 | Dan Ticktum            | Toutes      |
| DS Penske                        | DS E-TENSE FE25           | 7  | Maximilian Günther     | Toutes      |
| DS Penske                        | DS E-TENSE FE25           | 25 | Jean-Éric Vergne       | Toutes      |
| Envision Racing                  | Jaguar I-TYPE 7           | 4  | Robin Frijns           | Toutes      |
| Envision Racing                  | Jaguar I-TYPE 7           | 16 | Sébastien Buemi        | Toutes      |
| Jaguar TCS Racing                | Jaguar I-TYPE 7           | 9  | Mitch Evans            | Toutes      |
| Jaguar TCS Racing                | Jaguar I-TYPE 7           | 37 | Nick Cassidy           | Toutes      |
| Lola Yamaha ABT Formula E Team   | Lola T001                 | 11 | Lucas di Grassi        | Toutes      |
| Lola Yamaha ABT Formula E Team   | Lola T001                 | 22 | Zane Maloney           | Toutes      |
| Mahindra Racing                  | Mahindra M11-Electro      | 21 | Nyck de Vries          | 1-12, 15-16 |
| Mahindra Racing                  | Mahindra M11-Electro      | 21 | Felipe Drugovich       | 13-14       |
| Mahindra Racing                  | Mahindra M11-Electro      | 48 | Edoardo Mortara        | Toutes      |
| Maserati MSG Racing              | Maserati Tipo Folgore     | 2  | Stoffel Vandoorne      | Toutes      |
| Maserati MSG Racing              | Maserati Tipo Folgore     | 55 | Jake Hughes            | Toutes      |
| NEOM McLaren Formula E Team      | Nissan e-4ORCE 05         | 5  | Taylor Barnard         | Toutes      |
| NEOM McLaren Formula E Team      | Nissan e-4ORCE 05         | 8  | Sam Bird               | Toutes      |
| Nissan Formula E Team            | Nissan e-4ORCE 05         | 17 | Norman Nato            | 1-12, 15-16 |
| Nissan Formula E Team            | Nissan e-4ORCE 05         | 17 | Sérgio Sette Camara    | 13-14       |
| Nissan Formula E Team            | Nissan e-4ORCE 05         | 23 | Oliver Rowland         | Toutes      |
| TAG Heuer Porsche Formula E Team | Porsche 99X Electric      | 1  | Pascal Wehrlein        | Toutes      |
| TAG Heuer Porsche Formula E Team | Porsche 99X Electric      | 13 | António Félix da Costa | Toutes      |

## Changements d'intersaison

### Pilotes

#### Débuts
- Taylor Barnard, après avoir effectué trois courses en remplacement de Sam Bird en 2023-2024 chez NEOM McLaren, devient pilote titulaire au sein de l'équipe[4].
- Zane Maloney rejoint Lola Yamaha ABT après deux saisons en Formule 2[5].
- David Beckmann, deux courses chez Andretti en 2022-2023, rejoint Cupra Kiro[6].

#### Transferts
- Stoffel Vandoorne quitte DS Penske pour rejoindre Maserati MSG Racing[7].
- Jake Hughes quitte NEOM McLaren pour rejoindre Maserati MSG Racing[7].
- Nico Müller quitte ABT Lola pour rejoindre Andretti Formula E[8].
- Maximilian Günther quitte Maserati MSG Racing pour rejoindre DS Penske[9].
- Norman Nato quitte Andretti et fait son retour chez Nissan[10].

#### Pilotes reconduits
- Jake Dennis chez Andretti Formula E[11].
- Mitch Evans et Nick Cassidy chez Jaguar TCS Racing[12],[13].
- Nyck de Vries et Edoardo Mortara chez Mahindra Racing[14].
- Oliver Rowland chez Nissan Formula E Team[15].
- António Félix da Costa et Pascal Wehrlein chez TAG Heuer Porsche Formula E Team[16].
- Lucas di Grassi chez ABT Lola[17].
- Sam Bird chez NEOM McLaren[4].
- Jean-Éric Vergne chez DS Penske[9].
- Robin Frijns et Sébastien Buemi chez Envision[18].
- Dan Ticktum chez Cupra Kiro[6].

#### Départs
- Sergio Sette Camara, après 4 saisons complètes et les manches de Berlin en 2020, n'est pas conservé par Kiro Race Co.
- Jehan Daruvala, après 1 saison, n'est pas conservé par Maserati MSG Racing.
- Sacha Fenestraz, après 2 saisons, n'est pas conservé par Nissan.

### Écuries
- ABT CUPRA, renommée Lola Yamaha ABT, passe d'un groupe propulseur Mahindra à un groupe propulseur Lola-Yamaha, qui fait ses débuts en tant que motoriste dans la discipline[2].
- L'écurie chinoise ERT Formula E Team devient Cupra Kiro et passe sous licence américaine pour la saison 2024/2025. L'écurie cesse d'utiliser son propre moteur et est dorénavant équipée de moteurs Porsche datant de 2023. À la suite de la fin de son contrat avec l'écurie ABT, la marque automobile Cupra annonce s'associer avec Kiro Race Co en tant que sponsor titre et devient Cupra Kiro[19].

## Essais de pré-saison
Les essais de pré-saison se déroulent les 4, 5, 6 et 7 novembre 2024 sur le circuit de Jarama, à Madrid. Ils sont répartis sur huit séances (deux chaque jour avec une première le matin et une seconde l'après-midi). 
| Date            | Lieu/Ville      | Circuit           | Meilleur tour | Pilote                 | Écurie                           |
| --------------- | --------------- | ----------------- | ------------- | ---------------------- | -------------------------------- |
| 5 novembre 2024 | Madrid, Espagne | Circuit de Jarama | 1.29.220      | António Félix da Costa | TAG Heuer Porsche Formula E Team |
| 6 novembre 2024 | Madrid, Espagne | Circuit de Jarama | 1.28.604      | Jake Hughes            | Maserati MSG Racing              |
| 7 novembre 2024 | Madrid, Espagne | Circuit de Jarama | 1.28.400      | Maximilian Günther     | DS Penske Formula E Team         |
| 7 novembre 2024 | Madrid, Espagne | Circuit de Jarama | 1.27.755      | David Beckmann         | Cupra Kiro                       |
| 8 novembre 2024 | Madrid, Espagne | Circuit de Jarama | 1.27.461      | Mitch Evans            | Jaguar TCS Racing                |

## Calendrier des courses prévues
Le calendrier complet de la saison 2024-2025 de Formule E est officialisé par la Formule E le 17 octobre 2024. Il est constitué de 16 courses réparties dans 10 pays, dont six manches composées de deux courses. Les circuits de la corniche de Djeddah et de Homestead (Floride) font leurs débuts. Le circuit de Jakarta fait son retour au calendrier après son absence lors de la saison 2023-2024.
| N°   | ePrix               | Pays            | Circuit                           | Date            |
| ---- | ------------------- | --------------- | --------------------------------- | --------------- |
| 133e | E-Prix de São Paulo | Brésil          | Circuit urbain de Sao Paulo       | 7 decembre 2024 |
| 134e | E-Prix de Mexico    | Mexique         | Autódromo Hermanos Rodríguez      | 11 janvier 2025 |
| 135e | E-Prix de Jeddah    | Arabie saoudite | Circuit de la corniche de Jeddah  | 14 février 2025 |
| 136e | E-Prix de Jeddah    | Arabie saoudite | Circuit de la corniche de Jeddah  | 15 février 2025 |
| 137e | E-Prix de Miami     | États-Unis      | Homestead-Miami Speedway RC       | 12 avril 2025   |
| 138e | E-Prix de Monaco    | Monaco          | Circuit de Monaco                 | 3 mai 2025      |
| 139e | E-Prix de Monaco    | Monaco          | Circuit de Monaco                 | 4 mai 2025      |
| 140e | E-Prix de Tokyo     | Japon           | Circuit urbain de Tokyo           | 17 mai 2025     |
| 141e | E-Prix de Tokyo     | Japon           | Circuit urbain de Tokyo           | 18 mai 2025     |
| 142e | E-Prix de Shanghai  | Chine           | Circuit international de Shanghai | 31 mai 2025     |
| 143e | E-Prix de Shanghai  | Chine           | Circuit international de Shanghai | 1er juin 2025   |
| 144e | E-Prix de Jakarta   | Indonésie       | Circuit international de Jakarta  | 21 juin 2025    |
| 145e | E-Prix de Berlin    | Allemagne       | Circuit de Berlin-Tempelhof       | 12 juillet 2025 |
| 146e | E-Prix de Berlin    | Allemagne       | Circuit de Berlin-Tempelhof       | 13 juillet 2025 |
| 147e | E-Prix de Londres   | Royaume-Uni     | Circuit d'ExCel London            | 26 juillet 2025 |
| 148e | E-Prix de Londres   | Royaume-Uni     | Circuit d'ExCel London            | 27 juillet 2025 |

## Résultats de la saison
| N° | Lieu/Ville  | Pole position      | Meilleur Tour          | Vainqueur          | Écurie                           | Résumé |
| -- | ----------- | ------------------ | ---------------------- | ------------------ | -------------------------------- | ------ |
| 1  | São Paulo   | Pascal Wehrlein    | António Félix da Costa | Mitch Evans        | Jaguar TCS Racing                | Résumé |
| 2  | Mexico City | Pascal Wehrlein    | Jake Dennis            | Oliver Rowland     | Nissan                           | Résumé |
| 3  | Jeddah      | Maximilian Günther | Maximilian Günther     | Maximilian Günther | DS Penske Formula E Team         | Résumé |
| 4  | Jeddah      | Taylor Barnard     | Jake Hughes            | Oliver Rowland     | Nissan                           | Résumé |
| 5  | Homestead   | Norman Nato        | Pascal Wehrlein        | Pascal Wehrlein    | TAG Heuer Porsche Formula E Team | Résumé |
| 6  | Monaco      | Taylor Barnard     | Pascal Wehrlein        | Oliver Rowland     | Nissan                           | Résumé |
| 7  | Monaco      | Oliver Rowland     | António Félix da Costa | Sébastien Buemi    | Envision Racing                  | Résumé |
| 8  | Tokyo       | Oliver Rowland     | Nick Cassidy           | Stoffel Vandoorne  | Maserati MSG Racing              | Résumé |
| 9  | Tokyo       | Oliver Rowland     | Sam Bird               | Oliver Rowland     | Nissan                           | Résumé |
| 10 | Shanghai    | Maximilian Günther | Taylor Barnard         | Maximilian Günther | DS Penske Formula E Team         | Résumé |
| 11 | Shanghai    | Nick Cassidy       | Pascal Wehrlein        | Nick Cassidy       | Jaguar TCS Racing                | Résumé |
| 12 | Jakarta     | Jake Dennis        | Sébastien Buemi        | Dan Ticktum        | Cupra Kiro                       | Résumé |
| 13 | Berlin      | Mitch Evans        | Pascal Wehrlein        | Mitch Evans        | Jaguar TCS Racing                | Résumé |
| 14 | Berlin      | Pascal Wehrlein    | Nick Cassidy           | Nick Cassidy       | Jaguar TCS Racing                | Résumé |
| 15 | Londres     | Mitch Evans        | Pascal Wehrlein        | Nick Cassidy       | Jaguar TCS Racing                | Résumé |
| 16 | Londres     | Dan Ticktum        | Nick Cassidy           | Nick Cassidy       | Jaguar TCS Racing                | Résumé |

## Classements

### Système de points
Les points de la course sont attribués aux dix premiers pilotes classés. La pole position rapporte trois points, et un point est attribué pour le meilleur tour en course. Ce système d'attribution des points est utilisé pour chaque course du championnat.
| Position | 1er | 2e | 3e | 4e | 5e | 6e | 7e | 8e | 9e | 10e | Pole | MT |
| Points   | 25  | 18 | 15 | 12 | 10 | 8  | 6  | 4  | 2  | 1   | 3    | 1  |

### Classement des pilotes
| Pos | Pilote                 | Ecurie      | Drapeau du Brésil | Drapeau du Mexique | Drapeau de l'Arabie saoudite | Drapeau de l'Arabie saoudite | Drapeau des États-Unis | Drapeau de Monaco | Drapeau de Monaco | Drapeau du Japon | Drapeau du Japon | Drapeau de la République populaire de Chine | Drapeau de la République populaire de Chine |      | Drapeau de l'Allemagne | Drapeau de l'Allemagne | Drapeau du Royaume-Uni | Drapeau du Royaume-Uni | Pts |
| --- | ---------------------- | ----------- | ----------------- | ------------------ | ---------------------------- | ---------------------------- | ---------------------- | ----------------- | ----------------- | ---------------- | ---------------- | ------------------------------------------- | ------------------------------------------- | ---- | ---------------------- | ---------------------- | ---------------------- | ---------------------- | --- |
| 1   | Oliver Rowland         | Nissan      | 14                | 1                  | 2                            | 1                            | 10                     | 1                 | 2                 | 2                | 1                | 5                                           | 13                                          | 10   | Abd.                   | 4                      | 11                     | Abd.                   | 184 |
| 2   | Nick Cassidy           | Jaguar      | 15                | 12                 | 11                           | 5                            | 15                     | 18                | 3                 | 10               | 7                | 21                                          | 1                                           | 6    | 5                      | 1                      | 1                      | 1                      | 153 |
| 3   | Pascal Wehrlein        | Porsche     | Abd.              | 3                  | 15                           | 8                            | 1                      | 6                 | 7                 | 13               | 2                | 12                                          | 2                                           | 11   | 2                      | 15                     | 3                      | 8                      | 145 |
| 4   | Taylor Barnard         | McLaren     | 3                 | 14                 | 3                            | 2                            | 20                     | 15                | 16                | 3                | Abd.             | 3                                           | 10                                          | 7    | 4                      | 6                      | 13                     | Abd.                   | 112 |
| 5   | António Félix da Costa | Porsche     | 2                 | 2                  | 9                            | Abd.                         | 3                      | Abd.              | 4                 | 7                | Abd.             | 13                                          | 3                                           | 5    | 10                     | 8                      | 14                     | 6                      | 111 |
| 6   | Jean-Éric Vergne       | DS Penske   | 9                 | 5                  | 6                            | 7                            | 12                     | 12                | 6                 | 8                | 6                | 2                                           | 5                                           | 16   | Abd.                   | 3                      | 5                      | 15                     | 99  |
| 7   | Jake Dennis            | Andretti    | Abd.              | 4                  | Abd.                         | 4                            | 9                      | 3                 | 9                 | Dsq.             | 4                | 17                                          | 17                                          | 17   | Abd.                   | 2                      | 8                      | 4                      | 93  |
| 8   | Nyck de Vries          | Mahindra    | 6                 | 8                  | 4                            | 13                           | 11                     | 2                 | 5                 | 11               | 15               | 8                                           | 12                                          | Abd. |                        |                        | 2                      | 2                      | 92  |
| 9   | Edoardo Mortara        | Mahindra    | 5                 | 19                 | 7                            | 10                           | 5                      | 4                 | 12                | 6                | 12               | Abd.                                        | 19                                          | 2    | 3                      | 11                     | 6                      | Abd.                   | 88  |
| 10  | Maximilian Günther     | DS Penske   | 11                | 6                  | 1                            | Abd.                         | 17                     | 10                | 8                 | Abd.             | 10               | 1                                           | Abd.                                        | Abd. | 6                      | Abd.                   | Abd.                   | 7                      | 85  |
| 11  | Dan Ticktum            | Cupra Kiro  | 8                 | 16                 | 18                           | 9                            | 7                      | 7                 | 15                | 5                | 3                | 4                                           | 16                                          | 1    | 9                      | 14                     | Abd.                   | 14                     | 85  |
| 12  | Sébastien Buemi        | Envision    | 7                 | 17                 | 12                           | 19                           | 13                     | 19                | 1                 | 4                | 9                | 9                                           | 18                                          | 3    | 7                      | Abd.                   | 16                     | 3                      | 84  |
| 13  | Mitch Evans            | Jaguar      | 1                 | Abd.               | 19                           | Abd.                         | 16                     | 20                | 18                | Abd.             | Np.              | 20                                          | 14                                          | 12   | 1                      | 5                      | 10                     | 5                      | 74  |
| 14  | Stoffel Vandoorne      | Maserati    | 10                | 7                  | 10                           | 6                            | 14                     | 9                 | 10                | 1                | Abd.             | 11                                          | 7                                           | Abd. | 12                     | 13                     | 4                      | 12                     | 62  |
| 15  | Nico Müller            | Andretti    | Abd.              | 9                  | Abd.                         | 11                           | 4                      | 5                 | Abd.              | 12               | 11               | 15                                          | 6                                           | 4    | 8                      | 17                     | 15                     | Abd.                   | 48  |
| 16  | Jake Hughes            | Maserati    | Abd.              | 10                 | 5                            | 3                            | Abd.                   | 16                | 17                | 19               | 18               | 16                                          | 4                                           | Abd. | 14                     | 10                     | Abd.                   | 17                     | 40  |
| 17  | Lucas di Grassi        | Lola Yamaha | Abd.              | 20                 | Dsq.                         | 16                           | 2                      | 13                | Abd.              | 17               | 5                | 18                                          | 9                                           | 13   | 18                     | 12                     | 17                     | 9                      | 32  |
| 18  | Sam Bird               | McLaren     | 4                 | 18                 | 8                            | 12                           | 18                     | 11                | 20                | 14               | 8                | 7                                           | 15                                          | 8    | 11                     | Abd.                   | 18*                    | Abd.                   | 31  |
| 19  | Robin Frijns           | Envision    | Np.               | 11                 | 13                           | 14                           | 8                      | 8                 | 11                | 9                | 16               | 10                                          | 8                                           | 9    | 13                     | 19*                    | 7                      | 13                     | 23  |
| 20  | Norman Nato            | Nissan      | 13                | 13                 | 17                           | 15                           | 6                      | 14                | 13                | 15               | 17               | 6                                           | 21                                          | 14   |                        |                        | 9                      | 11                     | 21  |
| 21  | Felipe Drugovich       | Mahindra    |                   |                    |                              |                              |                        |                   |                   |                  |                  |                                             |                                             |      | 17                     | 7                      |                        |                        | 6   |
| 22  | Sérgio Sette Camara    | Nissan      |                   |                    |                              |                              |                        |                   |                   |                  |                  |                                             |                                             |      | 15                     | 9                      |                        |                        | 2   |
| 23  | David Beckmann         | Cupra Kiro  | Nc.               | Abd.               | 14                           | 17                           | Nc.                    | 17                | 19                | 18               | 13               | 14                                          | 20                                          | 15   | Abd.                   | 16                     | 12                     | 10                     | 1   |
| 24  | Zane Maloney           | Lola Yamaha | 12                | 15                 | 16                           | 18                           | 19                     | 21                | 14                | 16               | 14               | 19                                          | 11                                          | 18   | 16                     | 18*                    | Abd.                   | 16                     | 0   |

### Classement des écuries
| Pos | Ecurie            | N. | Drapeau du Brésil | Drapeau du Mexique | Drapeau de l'Arabie saoudite | Drapeau de l'Arabie saoudite | Drapeau des États-Unis | Drapeau de Monaco | Drapeau de Monaco | Drapeau du Japon | Drapeau du Japon | Drapeau de la République populaire de Chine | Drapeau de la République populaire de Chine |      | Drapeau de l'Allemagne | Drapeau de l'Allemagne | Drapeau du Royaume-Uni | Drapeau du Royaume-Uni | Pts |
| --- | ----------------- | -- | ----------------- | ------------------ | ---------------------------- | ---------------------------- | ---------------------- | ----------------- | ----------------- | ---------------- | ---------------- | ------------------------------------------- | ------------------------------------------- | ---- | ---------------------- | ---------------------- | ---------------------- | ---------------------- | --- |
| 1   | TAG Heuer Porsche | 1  | Abd.              | 3                  | 15                           | 8                            | 1                      | 6                 | 7                 | 13               | 2                | 12                                          | 2                                           | 11   | 2                      | 15                     | 3                      | 8                      | 256 |
| 1   | TAG Heuer Porsche | 13 | 2                 | 2                  | 9                            | Abd.                         | 3                      | Abd.              | 4                 | 7                | Abd.             | 13                                          | 3                                           | 5    | 10                     | 8                      | 14                     | 6                      | 256 |
| 2   | Jaguar TCS        | 9  | 1                 | Abd.               | 19                           | Abd.                         | 16                     | 20                | 18                | Abd.             | Np.              | 20                                          | 14                                          | 12   | 1                      | 5                      | 10                     | 5                      | 226 |
| 2   | Jaguar TCS        | 37 | 15                | 12                 | 11                           | 5                            | 15                     | 18                | 3                 | 10               | 7                | 21                                          | 1                                           | 6    | 5                      | 1                      | 1                      | 1                      | 226 |
| 3   | Nissan            | 17 | 13                | 13                 | 17                           | 15                           | 6                      | 14                | 13                | 15               | 17               | 6                                           | 21                                          | 14   | 15                     | 9                      | 9                      | 11                     | 207 |
| 3   | Nissan            | 23 | 14                | 1                  | 2                            | 1                            | 10                     | 1                 | 2                 | 2                | 1                | 5                                           | 13                                          | 10   | Abd.                   | 4                      | 11                     | Abd.                   | 207 |
| 4   | Mahindra          | 21 | 6                 | 8                  | 4                            | 13                           | 11                     | 2                 | 5                 | 11               | 15               | 8                                           | 12                                          | Abd. | 17                     | 7                      | 2                      | 2                      | 186 |
| 4   | Mahindra          | 48 | 5                 | 19                 | 7                            | 10                           | 5                      | 4                 | 12                | 6                | 12               | Abd.                                        | 19                                          | 2    | 3                      | 11                     | 6                      | Abd.                   | 186 |
| 5   | DS Penske         | 7  | 11                | 6                  | 1                            | Abd.                         | 17                     | 10                | 8                 | Abd.             | 10               | 1                                           | Abd.                                        | Abd. | 6                      | Abd.                   | Abd.                   | 7                      | 184 |
| 5   | DS Penske         | 25 | 9                 | 5                  | 6                            | 7                            | 12                     | 12                | 6                 | 8                | 6                | 2                                           | 5                                           | 16   | Abd.                   | 3                      | 5                      | 15                     | 184 |
| 6   | NEOM McLaren      | 5  | 3                 | 14                 | 3                            | 2                            | 20                     | 15                | 16                | 3                | Abd.             | 3                                           | 10                                          | 7    | 4                      | 6                      | 13                     | Abd.                   | 143 |
| 6   | NEOM McLaren      | 8  | 4                 | 18                 | 8                            | 12                           | 18                     | 11                | 20                | 14               | 8                | 7                                           | 15                                          | 8    | 11                     | Abd.                   | 18*                    | Abd.                   | 143 |
| 7   | Andretti          | 27 | Abd.              | 4                  | Abd.                         | 4                            | 9                      | 3                 | 9                 | Dsq.             | 4                | 17                                          | 17                                          | 17   | Abd.                   | 2                      | 8                      | 4                      | 141 |
| 7   | Andretti          | 51 | Abd.              | 9                  | Abd.                         | 11                           | 4                      | 5                 | Abd.              | 12               | 11               | 15                                          | 6                                           | 4    | 8                      | 17                     | 15                     | Abd.                   | 141 |
| 8   | Envision          | 4  | Np.               | 11                 | 13                           | 14                           | 8                      | 8                 | 11                | 9                | 16               | 10                                          | 8                                           | 9    | 13                     | 19*                    | 7                      | 13                     | 107 |
| 8   | Envision          | 16 | 7                 | 17                 | 12                           | 19                           | 13                     | 19                | 1                 | 4                | 9                | 9                                           | 18                                          | 3    | 7                      | Abd.                   | 16                     | 3                      | 107 |
| 9   | Maserati MSG      | 2  | 10                | 7                  | 10                           | 6                            | 14                     | 9                 | 10                | 1                | Abd.             | 11                                          | 7                                           | Abd. | 12                     | 13                     | 4                      | 12                     | 102 |
| 9   | Maserati MSG      | 55 | Abd.              | 10                 | 5                            | 3                            | Abd.                   | 16                | 17                | 19               | 18               | 16                                          | 4                                           | Abd. | 14                     | 10                     | Abd.                   | 17                     | 102 |
| 10  | Cupra Kiro        | 3  | Nc.               | Abd.               | 14                           | 17                           | Nc.                    | 17                | 19                | 18               | 13               | 14                                          | 20                                          | 15   | Abd.                   | 16                     | 12                     | 10                     | 86  |
| 10  | Cupra Kiro        | 33 | 8                 | 16                 | 18                           | 9                            | 7                      | 7                 | 15                | 5                | 3                | 4                                           | 16                                          | 1    | 9                      | 14                     | Abd.                   | 14                     | 86  |
| 11  | Lola Yamaha ABT   | 11 | Abd.              | 20                 | Dsq.                         | 16                           | 2                      | 13                | Abd.              | 17               | 5                | 18                                          | 9                                           | 13   | 18                     | 12                     | 17                     | 9                      | 32  |
| 11  | Lola Yamaha ABT   | 22 | 12                | 15                 | 16                           | 18                           | 19                     | 21                | 14                | 16               | 14               | 19                                          | 11                                          | 18   | 16                     | 18*                    | Abd.                   | 16                     | 32  |

### Classement des manufacturiers
| Pos | Ecurie     | Drapeau du Brésil | Drapeau du Mexique | Drapeau de l'Arabie saoudite | Drapeau de l'Arabie saoudite | Drapeau des États-Unis | Drapeau de Monaco | Drapeau de Monaco | Drapeau du Japon | Drapeau du Japon | Drapeau de la République populaire de Chine | Drapeau de la République populaire de Chine |      | Drapeau de l'Allemagne | Drapeau de l'Allemagne | Drapeau du Royaume-Uni | Drapeau du Royaume-Uni | Pts |
| --- | ---------- | ----------------- | ------------------ | ---------------------------- | ---------------------------- | ---------------------- | ----------------- | ----------------- | ---------------- | ---------------- | ------------------------------------------- | ------------------------------------------- | ---- | ---------------------- | ---------------------- | ---------------------- | ---------------------- | --- |
| 1   | Porsche    | 2                 | 2                  | 7                            | 4                            | 1                      | 3                 | 4                 | 5                | 2                | 4                                           | 2                                           | 1    | 2                      | 2                      | 3                      | 4                      | 383 |
| 1   | Porsche    | 8                 | 3                  | 10                           | 7                            | 3                      | 5                 | 7                 | 7                | 3                | 9                                           | 3                                           | 4    | 7                      | 8                      | 8                      | 5                      | 383 |
| 2   | Jaguar     | 1                 | 7                  | 8                            | 5                            | 6                      | 6                 | 1                 | 4                | 6                | 7                                           | 1                                           | 3    | 1                      | 1                      | 1                      | 1                      | 350 |
| 2   | Jaguar     | 7                 | 8                  | 9                            | 10                           | 10                     | 11                | 3                 | 9                | 8                | 8                                           | 6                                           | 5    | 5                      | 5                      | 7                      | 3                      | 350 |
| 3   | Nissan     | 3                 | 1                  | 2                            | 1                            | 5                      | 1                 | 2                 | 2                | 1                | 3                                           | 8                                           | 6    | 4                      | 4                      | 9                      | 8                      | 342 |
| 3   | Nissan     | 4                 | 9                  | 3                            | 2                            | 7                      | 9                 | 10                | 3                | 7                | 5                                           | 11                                          | 7    | 8                      | 6                      | 10                     | Abd.                   | 342 |
| 4   | Stellantis | 9                 | 4                  | 1                            | 3                            | 9                      | 7                 | 6                 | 1                | 5                | 1                                           | 4                                           | 9    | 6                      | 3                      | 4                      | 6                      | 274 |
| 4   | Stellantis | 10                | 5                  | 5                            | 6                            | 11                     | 8                 | 8                 | 8                | 9                | 2                                           | 5                                           | Abd. | 9                      | 9                      | 5                      | 9                      | 274 |
| 5   | Mahindra   | 5                 | 6                  | 4                            | 8                            | 4                      | 2                 | 5                 | 6                | 10               | 6                                           | 10                                          | 2    | 3                      | 7                      | 2                      | 2                      | 213 |
| 5   | Mahindra   | 6                 | 11                 | 6                            | 9                            | 8                      | 4                 | 9                 | 10               | 12               | Abd.                                        | 12                                          | Abd. | 11                     | 10                     | 6                      | Abd.                   | 213 |
| 6   | Lola       | 11                | 10                 | 11                           | 11                           | 2                      | 10                | 11                | 11               | 4                | 10                                          | 7                                           | 8    | 10                     | 11                     | 11                     | 7                      | 54  |
| 6   | Lola       | Abd.              | 12                 | Dsq.                         | 12                           | 12                     | 12                | Abd.              | 12               | 11               | 11                                          | 9                                           | 10   | 12                     | 12                     | Abd.                   | 10                     | 54  |